# Szerecseny
Szerecseny község Győr-Moson-Sopron vármegyében, a Téti járásban.

## Fekvése

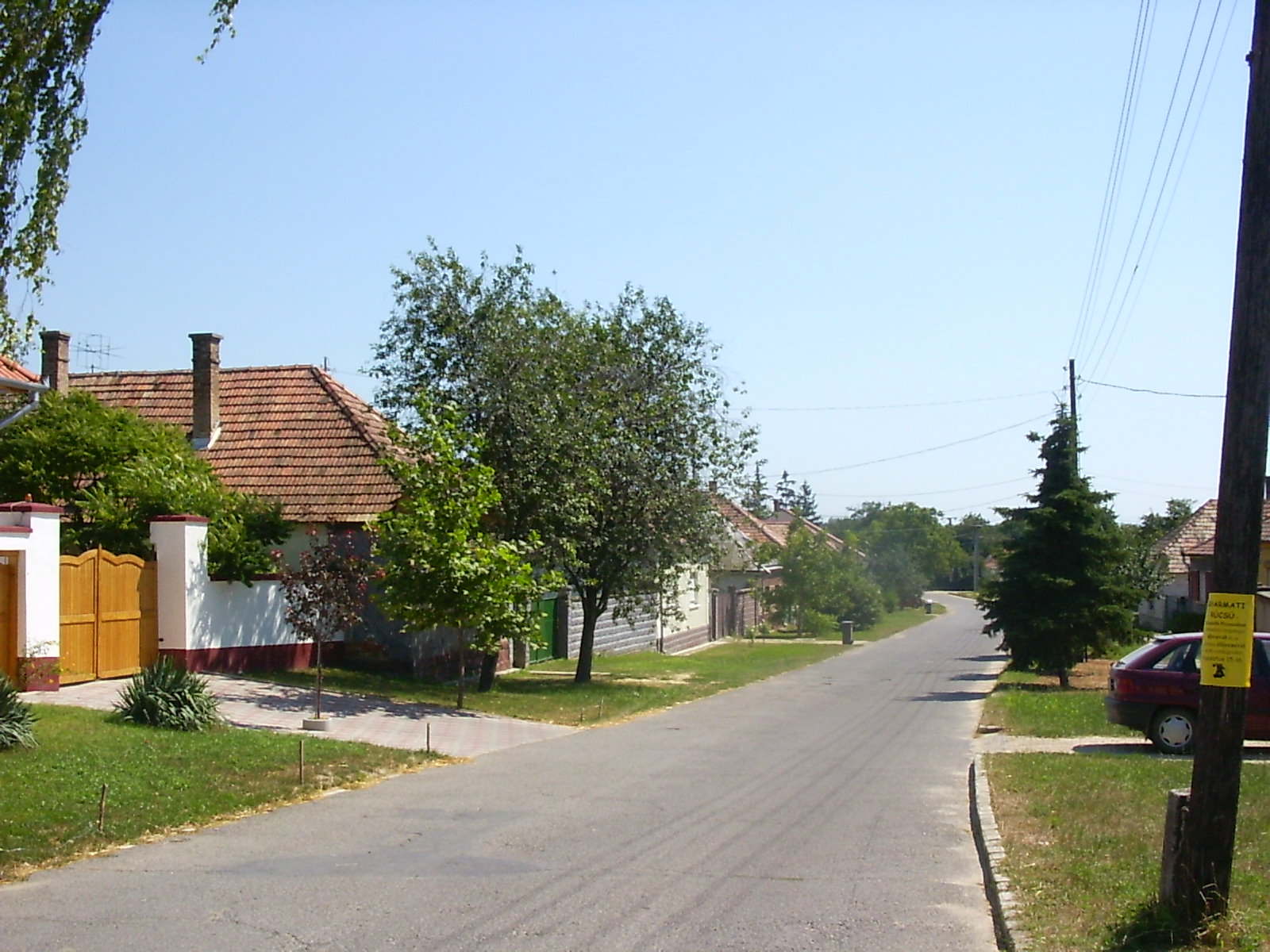
A fő utca

A Sokorói-dombság közelében, a Bakony hegység lábainál húzódik meg ez az alig ezres lélekszámú falu, Győr-Moson-Sopron vármegye déli részén, Veszprém vármegye északi határszéle mentén. Győrtől 27, Pápától 18 kilométerre fekszik.

### Megközelítése
Legegyszerűbb közúti megközelítési útvonala a Pápa és Győr térségét összekapcsoló 83-as főút, amelyről két irányból is el lehet jutni a településre. Vagy Gyarmatnál érdemes lekanyarodni a 8305-ös útra, majd mintegy 4 kilométer után, Gecse központjában rátérni a 8312-es útra – ezen még mintegy 3 kilométernyi utazás után érhető el a község központja –, vagy Tétnél a 8306-os útra, amelyről Gyömöre után kell letérni ugyancsak a 8312-es útra.
A hazai vasútvonalak közül a települést a MÁV 10-es számú Győr–Celldömölk-vasútvonala érinti, amelynek egy megállási pontja van itt. Szerecseny megállóhely a belterület északi szélén helyezkedik el, közúti elérését a 8312-es útból a központban kiágazó önkormányzati út (Rákóczi utca) biztosítja.

## Története és mai élete
A település nevének eredetéről a helyi lakosok kétféleképp vélekednek: az egyik változat szerint jó minőségű fekete termőföldje után nevezték el, a másik -valószínűbb- szerint századokkal ezelőtt egy fekete férfi is lakott a faluban, s róla nevezték el a falut.
A falu határában számos bronzkori, kelta, római, avar és Árpád-kori régészeti lelet került elő. Egyesek szerint első írásos említése 1086-ból való. Először Scis, Syes és Scecs alakban emlegették. 1256-ban már Villa Síd alias Zerechyn a neve. A 10. században a Marczaltői család az egyik birtokosa. Enyingi Török Ferenc 1565-től a gazdája, s ezzel a pápai vár tartozéka is. A 15. században többször csatolják Veszprém vármegyéhez. Behódolt község volt (1609). Török urán kívül Hatos Bálintot is szolgálják. A török uralmat követő évtizedekben épült újjá. Ez időtől kezdve a település folyamatosan Esterházy-birtok lett. A II. József féle népszámláláskor lélekszáma 595 fő volt. Az 1798-as tűzvész a falu nagyobb részét elpusztította. A római katolikus templom Szent Imre tiszteletére 1736-ban, a református templom 1773-ban épült meg. Az evangélikus gyülekezetnek van a legfiatalabb temploma, melyet 1948-ban építettek meg.
A község mellett gróf Esterházy Pál téglagyárat létesített. Területe a Marcal vízgyűjtő területéhez tartozik. Természetes állóvize nincs. A volt téglagyár területén több kisebb nagyobb kiterjedésű és művelésű bányagödör található. A település felszíne változatos dunántúli táj a Sokoróalja és a Kisalföld határán 150 m-es tenger szint feletti magasságban. Belterületén elszórtan 5–20 m magas viszonylag meredek lejtőjű homokos, agyagos néhol kavicsos dombok találhatók. A falu határában mezőgazdasági művelésre alkalmas jó termést biztosító síkvidéki földek találhatók. Az ipari jellegű tevékenységet a téglagyár képviselte. Az itt élők főleg Győrben és Pápán dolgoznak, emellett szorgalmasan művelik földjeiket is. A közlekedést a vasút és az autóbuszjáratok biztosítják beleértve a vállalatok saját vagy bérelt autóbuszait is.

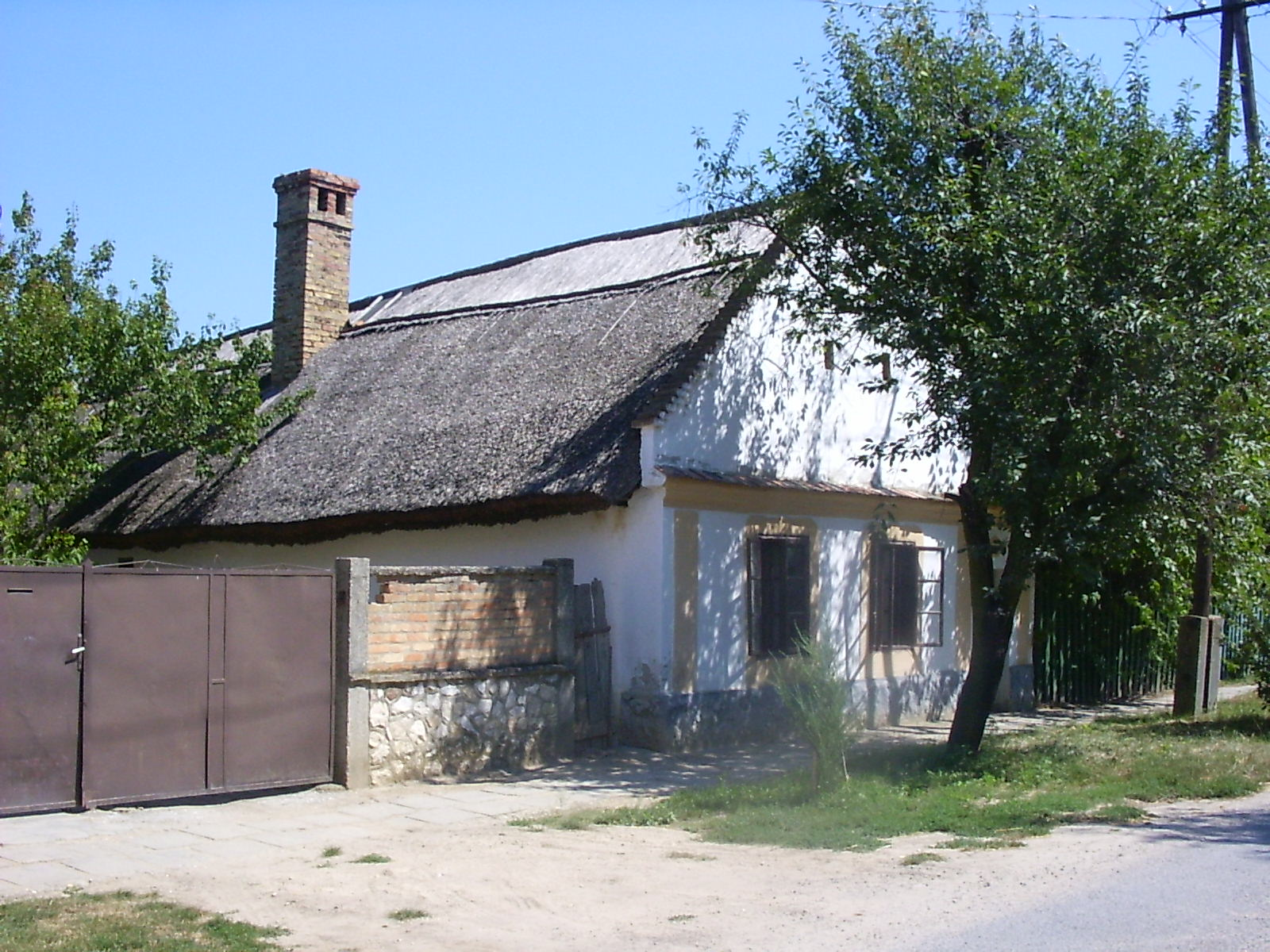
Nádfedeles parasztház

Az elmúlt évtizedekben a népességszáma folyamatosan csökkent, majd az utóbbi években megindult a visszavándorlás. Az Jellemző, hogy főállása mellett majdnem mindenki foglalkozik valamilyen tevékenységgel, például: állattartással (szarvasmarha, sertés, baromfi) vagy növénytermesztéssel (málna, ribizke, uborka) A mezőgazdasági termelőszövetkezetben kevesen dolgoznak, mert a községben nincs üzemegysége. Jelenleg egy mezőgazdasági kft. beruházásában a falu határában baromfitelep épül. Az 1238 ha-s határ nagyobb részét a szövetkezet bérli. A munkanélküliek száma az összlakosság 5%-a. Ez is a megyei átlag alatt van. A villamos áramot 1959-ben vezették be a faluba. A vezetékes gázhálózat 2001-ben készült el. A saját vízmű telepét 1973-ban helyezték üzembe. A csatornamű 2004-ben készült el. A faluházat egy régi épületből alakítottak ki. A házasságkötő terme megőrizte a paraszti hagyományokat. Kibővítésével ide került a polgármesteri hivatal is. Hozzátoldották az új építésű községi tornacsarnokot. Gecsével közös háziorvosa van. A gyér számú kisgyereket védőnő látja el. Az iskolai oktatást társulás-ban Gyömöre községgel együtt látják el. Oda utaztatják a kisdiákokat. Napköziotthonos óvodáját felújították. A telefonhálózat ugyan korszerű, de sok gond van vele. Teleházat létesítettek. Benne internet összeköttetéssel. Használata a lakosság részére ingyenes.
Szerecseny 1923-ig Győr, ezután 1945-ig Győr, Moson és Pozsony, majd ennek névváltoztatása után 1950-ig Győr-Moson vármegyéhez tartozott, 1950-54 között pedig Győr-Sopron megyéhez, ezen belül mindvégig a Tét székhelyű Sokoróaljai járáshoz, melynek neve 1950-től Téti járás lett. Amikor a Téti járás 1954-ben megszűnt, Szerecseny két másik községgel együtt Veszprém megyébe, a Pápai járásba került. 1971-től a Gyarmat székhelyű közös tanács társközsége volt, majd 1990-ben, a rendszerváltás után itt is önkormányzat alakult valamennyi más községhez hasonlóan. Szerecseny a helyi lakosság kérésére 1992-től visszakerült Győr-Moson-Sopron megyébe.

## Közélete

### Polgármesterei
| Polgármester | Polgármester    | Polgármester | Megjegyzés                             |
| ------------ | --------------- | ------------ | -------------------------------------- |
| 1990–1994    | Bolla István    | független    |                                        |
| 1994–1998    | Dr. Paksi Imre  | független    |                                        |
| 1998–2002    | Szakács István  | független    |                                        |
| 2002–2006    | Szakács István  | független    |                                        |
| 2006–2010    | Bolla Gyula     | független    |                                        |
| 2010–2014    | Bolla Gyula     | független    |                                        |
| 2014–2019    | Bolla Gyula     | független    |                                        |
| 2019–2023    | Bolla Gyula     | független    | a képviselő-testület feloszlatta magát |
| 2023–2024    | Horváth Katalin | független    | Időközi választás 2023. január 8.      |
| 2024–        | Horváth Katalin | független    |                                        |

## Népesség
A település népességének változása:
| Lakosok száma | 801  | 784  | 784  | 834  | 800  | 825  | 838  |
|               | 2013 | 2014 | 2015 | 2021 | 2022 | 2023 | 2024 |

A 2011-es népszámlálás során a lakosok 88,6%-a magyarnak, 0,9% cigánynak, 1,5% németnek, 0,2% románnak mondta magát (11,1% nem nyilatkozott; a kettős identitások miatt a végösszeg nagyobb lehet 100%-nál). A vallási megoszlás a következő volt: római katolikus 52,7%, református 10,9%, evangélikus 10,7%, felekezeten kívüli 4,6% (20,2% nem nyilatkozott).
2022-ben a lakosság 93,3%-a vallotta magát magyarnak, 1% németnek, 0,5% ukránnak, 0,1-0,1% szlovénnek, románnak és szlováknak, 1,9% egyéb, nem hazai nemzetiségűnek (6,4% nem nyilatkozott; a kettős identitások miatt a végösszeg nagyobb lehet 100%-nál). Vallásuk szerint 39,5% volt római katolikus, 9,3% evangélikus, 6,4% református, 0,3% görög katolikus, 0,1% ortodox, 0,6% egyéb keresztény, 1,1% egyéb katolikus, 10,1% felekezeten kívüli (32,5% nem válaszolt).

## Látnivalók
- Római katolikus temploma műemlék jellegű. A templom külsejét 1992-ben, a belsejét 1994-ben felújították.
- Makovecz Imre építész javaslatára egy 1913-ban készült tornácos lakóházat kijavítottak, hogy azt az utókor számára megőrizzék.
- Lőrincz Árpád fafaragó népművész a községben dolgozott 2002-ben bekövetkezett haláláig. Fafaragványai például a Millenniumi Emlékparkot díszítik.
- Köztéri szobor egy található a faluban, mellyel az első és a második világháborúban elesetteknek állítottak emléket.
- A korábban híres téglagyárából már csak a kemence és a kémény látható.
- A bányák maradványaiból a horgászat szerelmeseinek halastavakat alakítottak ki.
- Falunapot május 1-jén tartanak.
- Labdarúgócsapata öltözőjét az elmúlt években újították fel.
- Lovardájában 3-4 ló található oktatás és sétalovaglási lehetőséggel.

A település legnagyobb értéke, hogy nincs környezetszennyező üzeme, tiszta a levegő, a talaj sem fertőzött. A falu megőrizte a nyugalmat, békét és a csendet. Aki irtózik a nagy tömegeket vonzó üdülőtelepektől, itt kellemesen kipihenheti magát, mert a falu hívja és várja a kikapcsolódni vágyó embereket.